# Post Falls (Idaho)

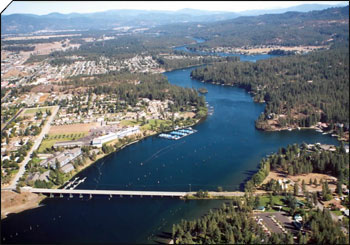
Vista do centro de Post Falls.

Post Falls é uma cidade no condado de Kootenai, Idaho, entre Coeur d'Alene e Spokane, Washington. É um subúrbio de Coeur d'Alene, a leste, e uma comunidade-dormitório de Spokane, a oeste. A população era de 27.574 no censo de 2010, ante 17.247 no censo de 2000, tornando-a a décima maior cidade de Idaho. O U.S. Census Bureau estimou a população de 2019 em 36.250 habitantes.